# Лехово (Греция)
Ле́хово (греч. Λέχοβο), Ле́ховон (греч. Λέχοβον) — малый город на севере Греции. Расположен в 123 километрах к западу от Салоник. С 2011 года по программе «Калликратис» входит в общину (дим) Аминдеон в периферийной единице Флорине в периферии Западной Македонии. Население 1115 жителей по переписи 2011 года. Площадь сообщества 22,844 квадратного километра.

## Местоположение
Лехово находится в 60 километрах к югу от Флорины, рядом с границей периферийной единицы Флорины с периферийными единицами Касторией и Козани. Город построен у подножия горы Вици, высота которой 2128 метров. Через город проходит провинциальная дорога Аминдеон — Кастория.

## История
Город основан в 1600 году и первоначально назывался Кандил-Кии (Καντίλ-Κιόι). Затем был переименован в Лехово. Значительный рост наблюдался в период Али-паши Тепеленского, когда сюда бежало много жителей из Эпира.

## Население
| Год  | Население, человек |
| ---- | ------------------ |
| 1991 | 1267               |
| 2001 | 1183               |
| 2011 | ↘ 1115             |